# 福克納大學
福克納大學（英語：Faulkner University），又譯佛克納大學，是一座位於美國阿拉巴馬州蒙哥馬利的基督教大學。其前身為1942年成立的蒙哥馬利聖經學校（Montgomery Bible School），1953年改名為阿拉巴馬基督教學院（Alabama Christian College），1965年遷至現址。1975年在阿拉巴馬州莫比爾、亨茨維爾和伯明翰開設分校。1985年改現名，以紀念大學董事會成員詹姆斯·H·福克納。

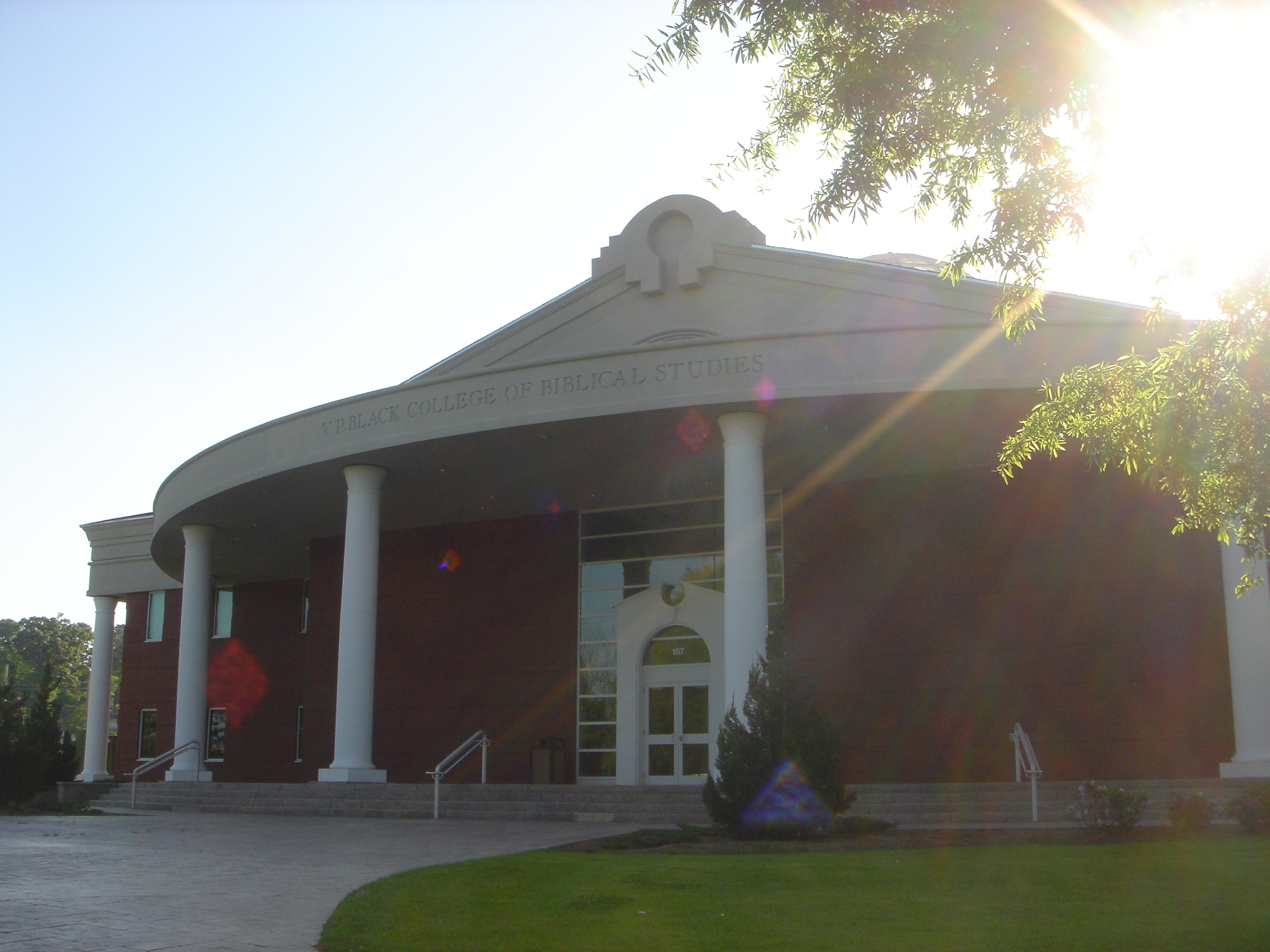
V.P. Black School of Biblical Studies

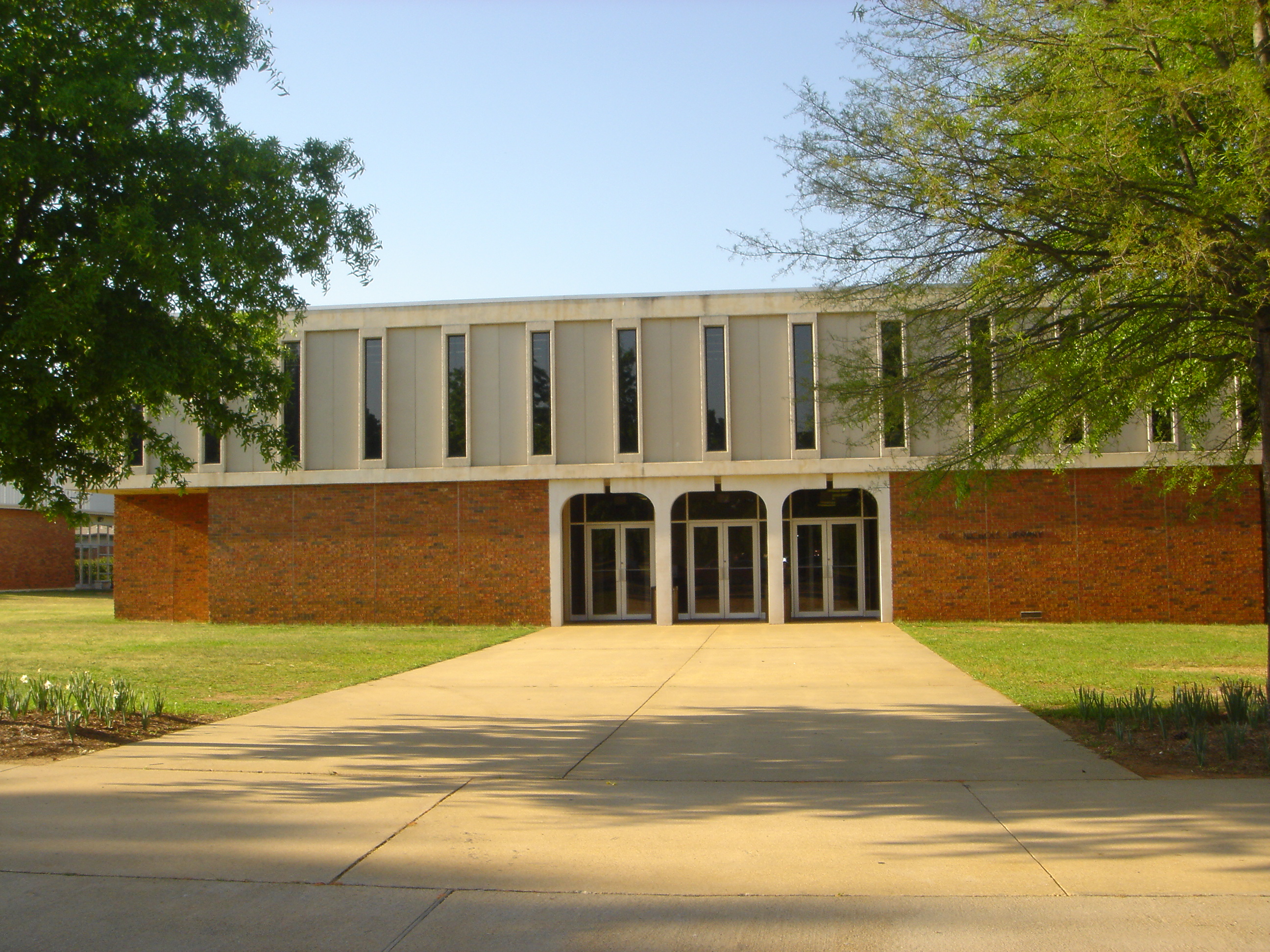
大學圖書館（Gus Nichols Library）

## 外部連接
- 官方网站
- Official athletics website （页面存档备份，存于）